# Courtenay (Loiret)
Courtenay és un municipi francès, situat al departament del Loiret i a la regió de Centre – Vall del Loira. L'any 2007 tenia 3.704 habitants.

## Demografia

### Població
El 2007 la població de fet de Courtenay era de 3.704 persones. Hi havia 1.740 famílies, de les quals 632 eren unipersonals (262 homes vivint sols i 370 dones vivint soles), 612 parelles sense fills, 376 parelles amb fills i 120 famílies monoparentals amb fills.
La població ha evolucionat segons el següent gràfic:
Habitants censats

### Habitatges
El 2007 hi havia 2.297 habitatges, 1.756 eren l'habitatge principal de la família, 347 eren segones residències i 194 estaven desocupats. 1.830 eren cases i 391 eren apartaments. Dels 1.756 habitatges principals, 1.112 estaven ocupats pels seus propietaris, 599 estaven llogats i ocupats pels llogaters i 45 estaven cedits a títol gratuït; 99 tenien una cambra, 136 en tenien dues, 443 en tenien tres, 538 en tenien quatre i 541 en tenien cinc o més. 1.199 habitatges disposaven pel capbaix d'una plaça de pàrquing. A 939 habitatges hi havia un automòbil i a 503 n'hi havia dos o més.

### Piràmide de població
La piràmide de població per edats i sexe el 2009 era:
| Homes | Edats   | Dones |
| ----- | ------- | ----- |
| 4     | 95 o +  | 0     |
| 16    | 90 a 94 | 16    |
| 36    | 85 a 89 | 56    |
| 32    | 80 a 84 | 48    |
| 96    | 75 a 79 | 128   |
| 120   | 70 a 74 | 128   |
| 108   | 65 a 69 | 152   |
| 104   | 60 a 64 | 120   |
| 72    | 55 a 59 | 88    |
| 120   | 50 a 54 | 120   |
| 136   | 45 a 49 | 128   |
| 120   | 40 a 44 | 120   |
| 108   | 35 a 39 | 124   |
| 68    | 30 a 34 | 60    |
| 88    | 25 a 29 | 64    |
| 88    | 20 a 24 | 60    |
| 84    | 15 a 19 | 92    |
| 128   | 10 a 14 | 100   |
| 96    | 5 a 9   | 84    |
| 80    | 0 a 4   | 40    |

## Economia
El 2007 la població en edat de treballar era de 2.127 persones, 1.479 eren actives i 648 eren inactives. De les 1.479 persones actives 1.267 estaven ocupades (685 homes i 582 dones) i 210 estaven aturades (84 homes i 126 dones). De les 648 persones inactives 290 estaven jubilades, 131 estaven estudiant i 227 estaven classificades com a «altres inactius».

### Ingressos
El 2009 a Courtenay hi havia 1.918 unitats fiscals que integraven 4.072,5 persones, la mediana anual d'ingressos fiscals per persona era de 16.950 €.

### Activitats econòmiques
Dels 249 establiments que hi havia el 2007, 7 eren d'empreses alimentàries, 3 d'empreses de fabricació de material elèctric, 1 d'una empresa de fabricació d'elements pel transport, 8 d'empreses de fabricació d'altres productes industrials, 21 d'empreses de construcció, 74 d'empreses de comerç i reparació d'automòbils, 9 d'empreses de transport, 21 d'empreses d'hostatgeria i restauració, 1 d'una empresa d'informació i comunicació, 11 d'empreses financeres, 13 d'empreses immobiliàries, 23 d'empreses de serveis, 30 d'entitats de l'administració pública i 27 d'empreses classificades com a «altres activitats de serveis».
Dels 75 establiments de servei als particulars que hi havia el 2009, 1 era una oficina d'administració d'Hisenda pública, 1 gendarmeria, 1 oficina de correu, 5 oficines bancàries, 5 funeràries, 9 tallers de reparació d'automòbils i de material agrícola, 1 taller d'inspecció tècnica de vehicles, 1 autoescola, 8 paletes, 2 guixaires pintors, 4 fusteries, 2 lampisteries, 1 electricista, 1 empresa de construcció, 7 perruqueries, 2 veterinaris, 1 agència de treball temporal, 15 restaurants, 4 agències immobiliàries, 2 tintoreries i 2 salons de bellesa.
Dels 28 establiments comercials que hi havia el 2009, 2 eren supermercats, 1 una gran superfície de material de bricolatge, 3 botiges de menys de 120 m², 3 fleques, 3 carnisseries, 1 una peixateria, 6 botigues de roba, 1 una botiga d'equipament de la llar, 3 botigues d'electrodomèstics, 1 una botiga d'electrodomèstics, 1 una botiga de mobles, 1 una perfumeria i 2 floristeries.
L'any 2000 a Courtenay hi havia 28 explotacions agrícoles que ocupaven un total de 3.588 hectàrees.

## Equipaments sanitaris i escolars
El 2009 hi havia 2 farmàcies i 2 ambulàncies.
El 2009 hi havia una escola elemental. Courtenay disposava d'un col·legi d'educació secundària amb 548 alumnes.

## Poblacions més properes
El següent diagrama mostra les poblacions més properes.